# Zastava M90
Zastava M90 là loại súng trường xung kích được phát triển bởi Zastava Arms dựa trên khẩu AK. Súng được dự định sẽ đưa vào phục vụ trong lực lượng quân đội Serbia và Montenegro nhưng khi xung đột Kosovo xảy ra thì kế hoạch đó bị hủy bỏ nhưng chúng vẫn được dùng để xuất khẩu.

## Thiết kế
Zastava M90 được thiết kế từ AK nên nó có hình dáng và cơ chế hoạt động giống nhau với cơ chế nạp đạn bằng khí nén và thoi nạp đạn xoay để có được độ tin cậy cao trong các điều kiện cực kỳ khắc nghiệt nhưng sử dụng loại đạn 5.56×45mm NATO. Có thể phân biệt loại súng này với AK ở chỗ phần ốp lót tay phía trước có ba rãnh thông gió thay vì hai.
Hệ thống nhắm cơ bản của súng là điểm ruồi. Hộp đạn rời chứa được 30 viên được làm theo chuẩn STANAG.

## Biến thể
- M90A: Mẫu cơ có thể phóng lựu đạn đầu nòng.
- M90 LMG: mẫu thích hợp chân chống chữ V không thể gỡ ra.
- M90A LMG: mẫu thích hợp chân chống chữ V có thể gỡ ra.